# Liste von Persönlichkeiten aus Muggio
Diese Liste enthält in Muggio geborene Persönlichkeiten und solche, die in Muggio ihren Wirkungskreis hatten, ohne dort geboren zu sein. Die Liste erhebt keinen Anspruch auf Vollständigkeit.

## Persönlichkeiten
(Sortierung nach Geburtsjahr)
- Pietro Muggio (* um 1390 in Muggio; † nach 1415 ebenda), Bildhauer tätig an der Kathedrale zu Como[1]
- Pietro Muggio (* um 1515 in Muggio; † 1574 ebenda), Stuckateur tätig an der Kathedrale zu Como[1]

- Künstlerfamilie Bulla

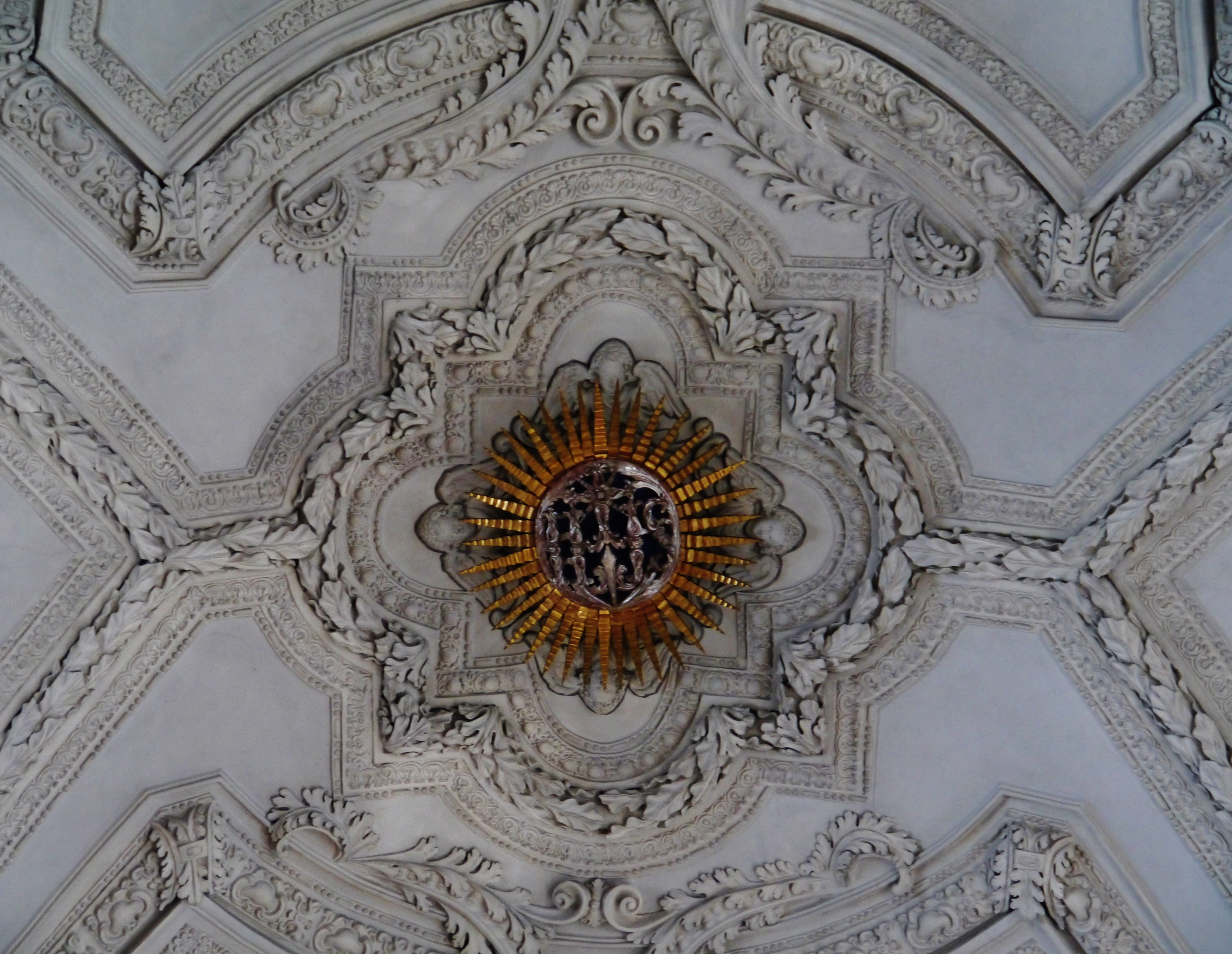
Marco Bulla: Gewölbe der Hofkirche, Innsbruck, 1572.

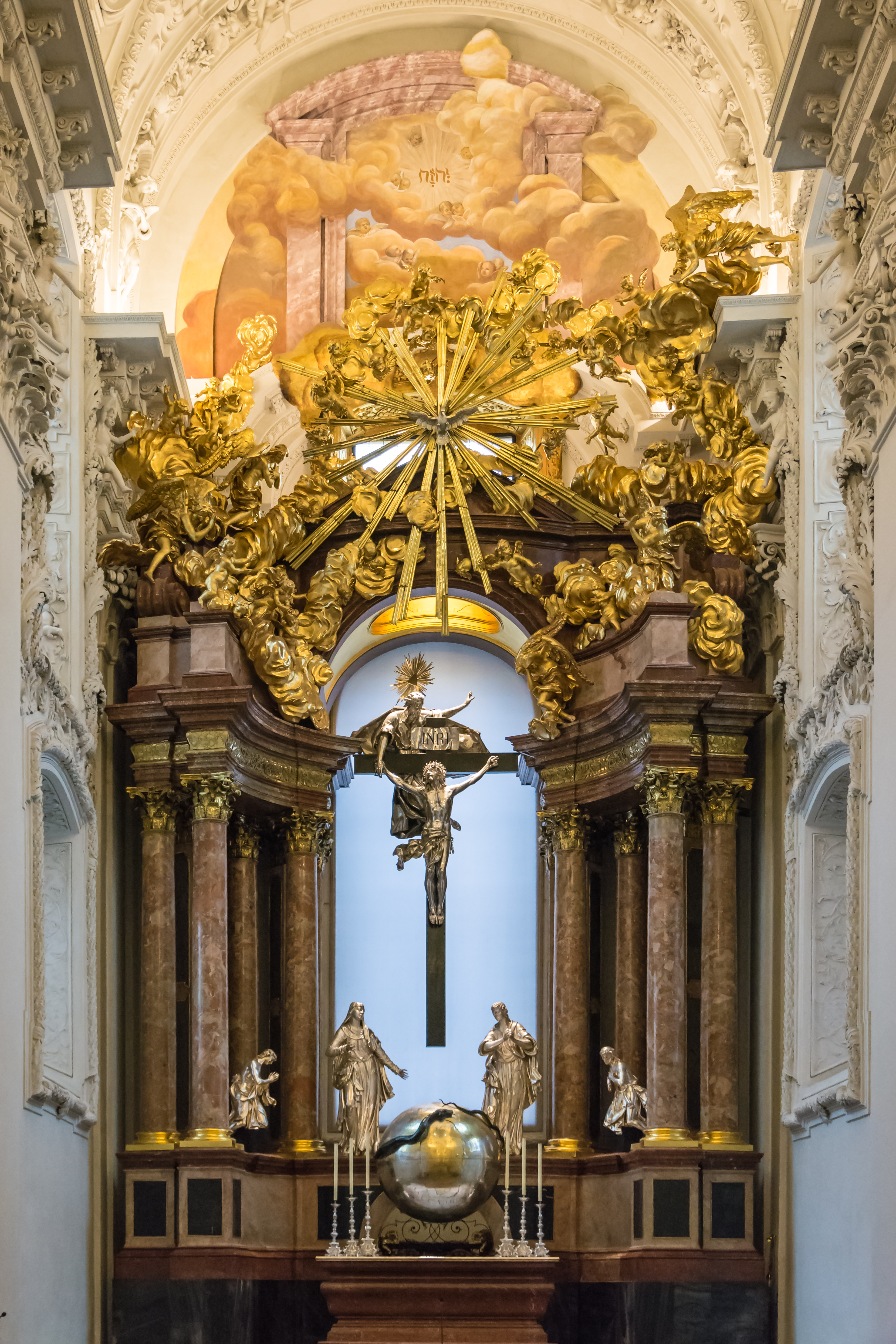
Abbondio Bulla: Der Hochaltar. Basilika Mariazell

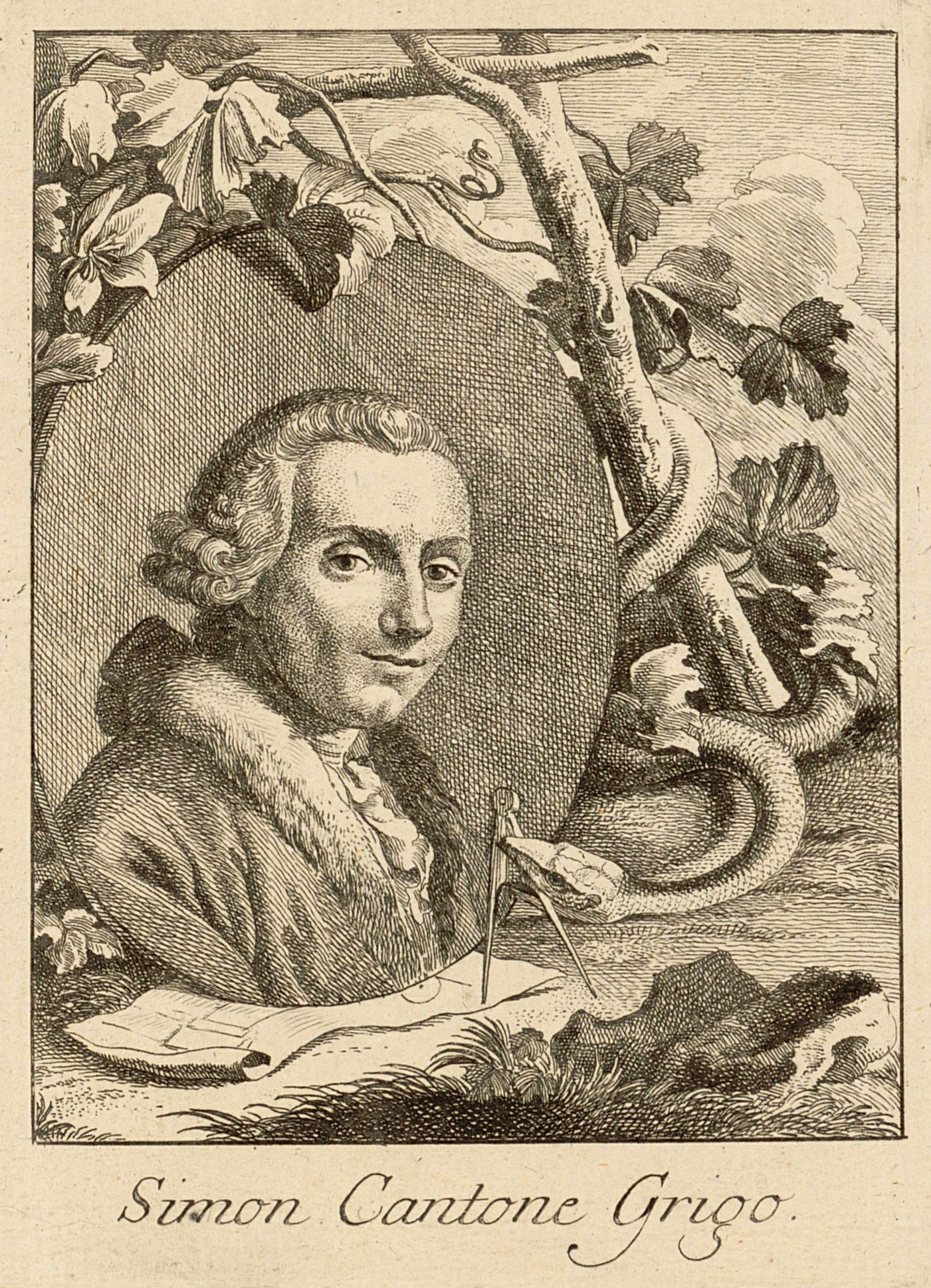
Porträt von Simone Cantoni

  - Marco della Bulla (* um 1530 in Muggio; † nach 1572 in Innsbruck ?), Bildhauer, Architekt[2][3]
  - Bernardo Bulla senior (* um 1575 in Muggio; † nach 1655 in Orlík nad Vltavou ?), Architekt[3]
  - Abbondio Bulla (* um 1600 in Muggio; † 1670 in Graz ?), Steinmetz, Bildhauer[3]
  - Giacomo Bulla (* um 1620 in Muggio; † nach 1657 in Judenburg ?), Marmorbildhauer und Stuckateur[4][3]
  - Antonio Bulla senior (* um 1630 in Muggio; † nach 1657 in Prag), Baumeister in Prag, zusammen mit Bernardo und Agostino Bulla[3]
  - Giacomo Battista Bulla (* um 1660 in Muggio; † nach 1704 in Prag ?), Architekt, Bildhauer[5][3]
  - Giovanni Michele Bulla (* um 1670 in Muggio; † nach 1732 in Wien ?), Hofstuckateur[3]
  - Rocco Bulla (* um 1680 in Muggio; † nach 1721 in Prag ?), Stuckateur in Böhmen[3]
  - Bernardo Bulla junior (* um 1690 in Muggio; † nach 1756 in Prag), Architekt, Senator in Prag, er übermachte er von Prag aus der Pfarrgemeinde Muggio bedeutende Vergabungen[6][7][3]
  - Albert Giorgio Bulla (* um 1720 in Muggio; † 16. September 1774 in Wien), Stuckateur[8][9][3]
  - Antonio Bulla junior (* um 1740 in Muggio; † nach 1770 in Sankt Petersburg), Stuckateur[3]
  - Bernardino Bulla (* 7. Februar 1957 in Lugano; † 18. Januar 2025 ebenda), aus Cabbio, Oekonom der Universität Genf, ehemaliger Ceo der Banca dello Stato del Cantone Ticino[10] Präsident der Fondazione del Centenario BancaStato[11][12][13]

- Künstlerfamilie Cantoni [14][15][16]
  - Giovanni Giacomo Cantoni genannt dei Grigi (* um 1530 in Muggio; † nach 1560 in Venedig), Bildhauer in Venedig[17]
  - Giovanni Battista Cantoni genannt Grigo (* um 1600 in Muggio; † nach 1675 in Monaco ?), Sohn von Bernardo und Vater von Giovanni Giacomo, Architekt in Genua[17]
  - Marcantonio Cantoni genannt Grigo oder Ghiso (* um 1630 in Muggio; † nach 1708 in Fürstentum Monaco ?), Architekt[17]
  - Pietro Lorenzo Cantoni (* um 1708 in Muggio; † 1785 in Genua ?), Architekt, er baute die Kirche Madonna della Consolazione dei Padri Agostiniani in Genua[18][19][20]
  - Simone Cantoni genannt Canton Grigo (1739–1818), Sohn von Pietro Lorenzo, Architekt[21]
  - Santino Cantoni (* 1742 in Muggio; † um 1800 in Rotterdam ?), Stuckateur[17]
  - Gaetano Cantoni (* 1743 in Genua; † 5. November 1827 in Muggio), Bruder des Simone, Architekt in Genua, Porto Maurizio und Pieve di Teco[22][13][23]

- Familie Fortini [24]
  - Giuseppe Fortini (* 18. Februar 1834 in Muggio; † 23. November 1902 ebenda), Architekt zog 1885 nach Buenos Aires[24]
  - Giovanni Fortini (* 1. Januar 1841 in Muggio; † 8. Juni 1902 in Buenos Aires), Unternehmer, Mitgründer der Firma  Fortini Hermanos[24]
  - Domenico Fortini (* 23. März 1844 in Muggio; † 2. November 1896 in Buenos Aires), Unternehmer, Mitgründer der Firma  Fortini Hermanos[24]
  - Carlo Fortini (* 4. Juli 1846 in Muggio; † 3. November 1907 in Buenos Aires), Unternehmer, Mitgründer der Firma  Fortini Hermanos[24]
  - Pietro Fortini (* 7. Februar 1870 in Muggio; † 14. September 1927 ebenda), Unternehmer der Firma  Fortini Hermanos[24]
  - Giovanni Fortini (* 9. April 1870 in Muggio; † 21. November 1931 in Rapallo), Unternehmer der Firma  Fortini Hermanos[24]

- Familie Cereghetti
  - Giovanni Cereghetti (* um 1590 in Muggio; † nach 1656 in Lublin ?), Architekt[25]
  - Santino Cereghetti (* um 1640 in Muggio; † 1719 ebenda), Stuckateur[25]
  - NN Cereghetti ? (* um 1680 in Muggio; † nach 1740 ebenda), Stuckkünstler, er arbeitete für die Spinola in Genua[26]

- Künstlerfamilie Perti
  - Giovanni Battista Perti (* um 1610 in Muggio; † nach 1641 ebenda ?), Baumeister in Netolice[27]
  - Antonio Perti (* um 1646 in Muggio; † um 1710 ebenda ?), Sohn von Giovanni Antonio, 1703 Stuckateur in Wilanów[28][29]
  - Giovanni Pietro (* 16. Oktober 1648 in Muggio; † 1714 in Vilnius), Bruder von Antonio, Bildhauern, Architekten[30]
  - Francesco Perti (* um 1685 in Muggio; † nach 1724 in Ottobeuren ?), Stuckateur arbeitete im Kloster Ottobeuren im sogenannten Maini Trupp unter der Leitung von Carlo Andrea Maini aus Arogno[28]
  - Filippo Perti (* um 1687 in Muggio; † 1714 in Łubnice (Powiat Wieruszowski) (Heiligkreuz)), Stuckateur[31]
  - Antonio Perti (* um 1689 in Muggio; † 1744 in Łubnice (Heiligkreuz)), Stuckateur[32]
  - Giulio Perti (* um 1700 in Muggio; † nach 1732 in Wilanów), Maler[33]
  - Stefano Perti (* um 1700 in Muggio; † ? in Böhmen) Stuckateur[34]

- Künstlerfamilie Fontana [35]

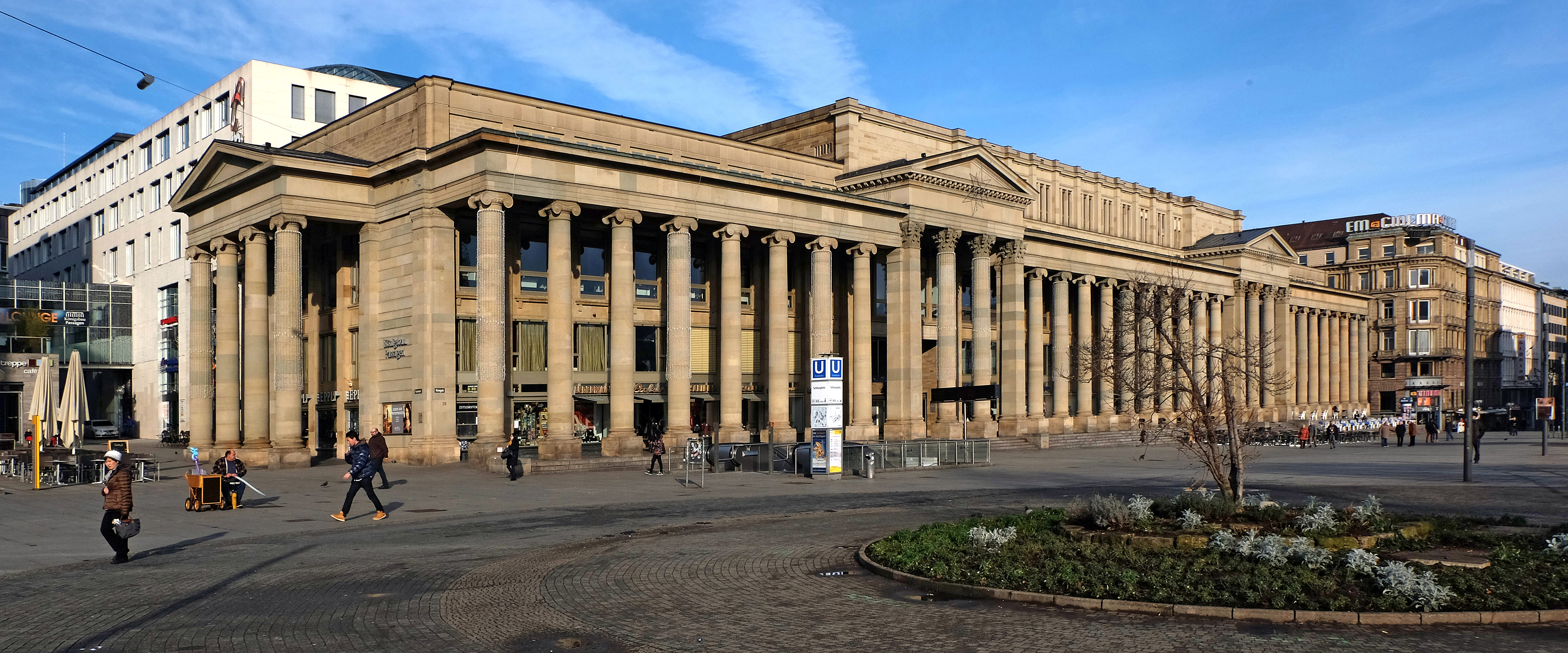
Stuttgart, Königsbau aus der Nähe

  - Domenico Fontana (* um 1590 in Muggio; † 1607 ebenda), Stuckateur, arbeitet um 1630 an der Stiftskirche San Vittore in Balerna[35][36]
  - Pietro Luigi Fontana (* um 1730 in Muggio; † um 1780 in Genua ?), Architekt und Ingenieur in Genua, Porto Maurizio, Cornigliano und Mele[37][35][38]
  - Lorenzo Fontana (* 1762 in Muggio; † 13. Februar 1801 in Genua), ein Schweizer Architekt in Parma und Genua[39][35][40]
  - Luigi Fontana (* 3. September 1812 in Muggio; † 28. August 1877 in Mendrisio), Architekt[35][41]

- Michele Clericetti (* um 1635 in Muggio; † 16. Oktober 1682 in Como), Sohn des Antonio, Bildhauer, Künstler, Maler, Autor eines Altarbildes mit der Darstellung der Heiligen Liberata und Faustina in der Pfarrkirche von Sagno. In den Jahren 1666–1667 tätig in der Pfarrkirche von Morbio Inferiore.[42][43]
- Bernardo Spinedi (* 1699 in Muggio; † 1748 ebenda ?), Stuckateur[44]
- Giovanni Spinedi (* um 1660 in Muggio oder Somazzo ?; † nach 1703 in Žďár nad Sázavou ?), Architekt[45]
- Giovanni Ambrogio Svanascini (* 1680 in Muggio; † nach 1540 in Prag), Architekt, er arbeitete in Deutschland und Prag. Die grosse Ehrentreppe des Königsbaus von Stuttgart wurde nach seinen Plänen ausgeführt[46][47]
- Carlo Francesco Calvi (* 1690 in Muggio; † um 1740 in Prag ?), Bildhauer ging mit Giovanni Battista Bulla nach Prag.[48]